# Meester van de Utrechtse Stenen Vrouwenkop

Meester van de Utrechtse Stenen Vrouwenkop, schouderstuk van een vrouwfiguur.

Meester van de Utrechtse Stenen Vrouwenkop is de noodnaam van een Utrechtse beeldhouwer of beeldhouwatelier uit de late 15e eeuw/vroege 16e eeuw. In dit atelier werd zowel in hout als in steen gewerkt. De beelden uit het veronderstelde oeuvre van deze anonieme meester typeren zich door vroeg-zestiende-eeuwse overdadige kleding met zware plooival, bolle, eiervormige hoofden, schuinstaande ogen met amandelvormige oogleden, dikke, wijduitstaande haarkabels en een subtiel oog voor detail. De naamgever van deze anonieme meester betreft een beeld van een stenen vrouwenkop uit de collectie van Museum Catharijneconvent. Dit beeld is tevens ijkpunt geworden van diens veronderstelde oeuvre.
De Meester van de Utrechtse Stenen Vrouwenkop was in Utrecht werkzaam van ca. 1490 tot ca. 1525. Gezien het kwaliteitsverschil in de aan hem toegeschreven werken moet hij aan het hoofd hebben gestaan van een groot atelier met meerdere medewerkers. Veel werken uit zijn oeuvre zijn verspreid geraakt over Europa. Zowel museale als kerkelijke collecties in onder andere Nederland en Duitsland omvatten beelden toegeschreven aan het atelier van deze meester. Ook afkomstig uit diens werkplaats is een vijftal altaarstukken, dat zich thans in Noorwegen bevindt. Deze groep retabels wordt Leka-groep genoemd, naar het eiland Leka, waar zich een van de retabels bevindt.
Naast vrijstaande beelden en retabels werden in het atelier verschillende soorten sculptuur gebeeldhouwd. Zo zijn er schoorsteenfriezen van zijn hand bekend, maar ook blaasbalgen en epitafen. Een opvallend voorbeeld van zo'n gedenksteen is het epitaaf van de familie Pot in de Dom van Utrecht.

Christus als Salvator Mundi
Maria met kind in stralenkrans
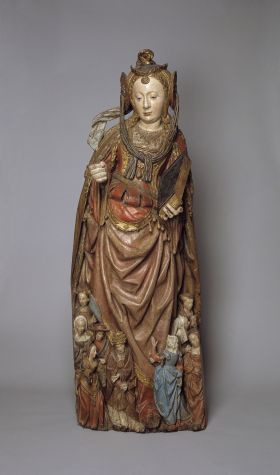
Ursula en reisgenoten
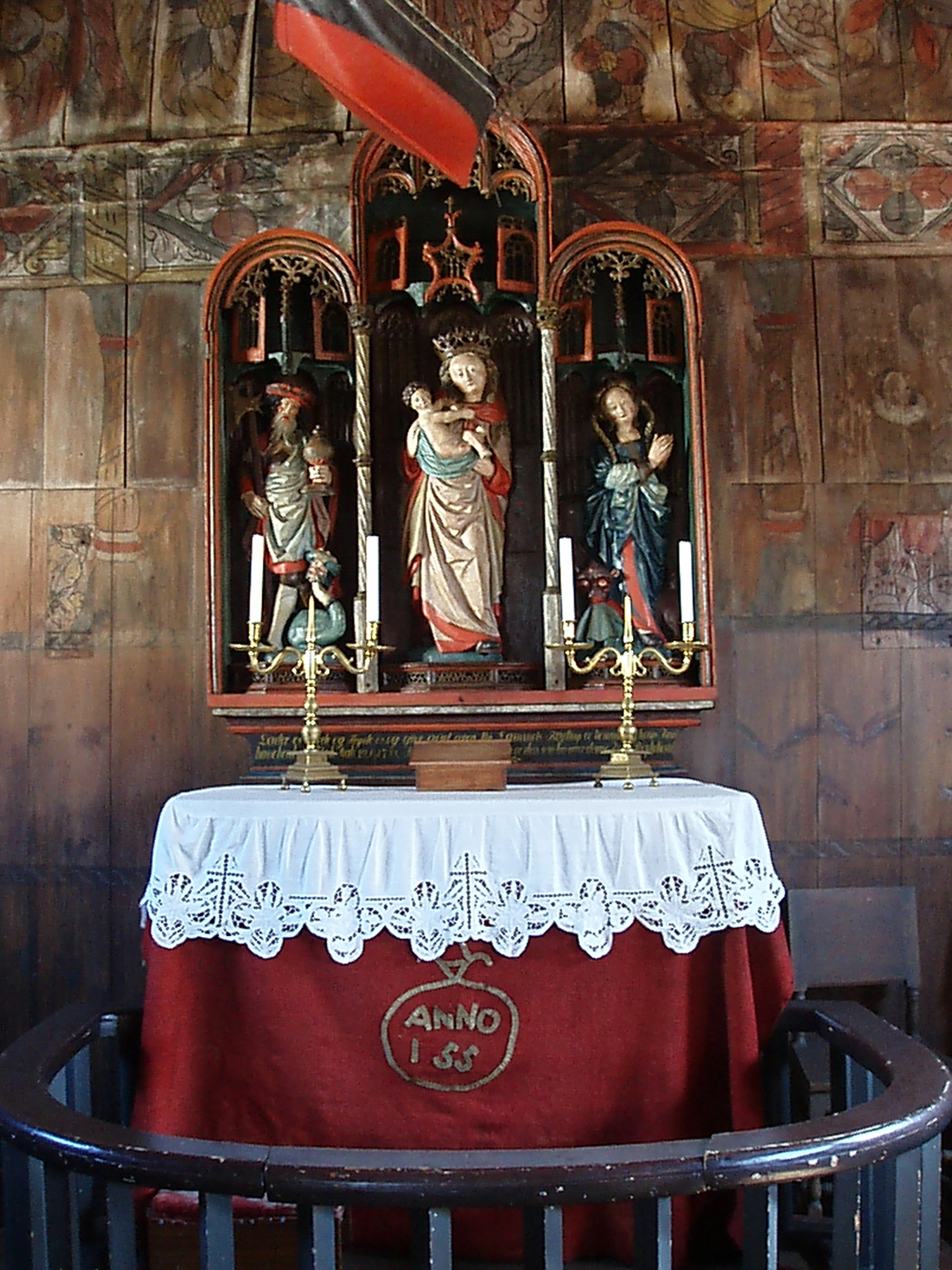
Altaarstuk in de Staafkerk van Grip te Noorwegen

- RKD-Nederlands Instituut voor Kunstgeschiedenis: 240594